# Rasmus Munk
 (juillet 2022).
Rasmus Munk, né à Randers le 18 avril 1991, est un cuisinier danois.
Il est notamment connu pour sa participation à de nombreux concours de cuisine et à la longueur de ses menus (menu en 50 services).
Le guide Michelin lui a décerné deux étoiles en 2021 pour son restaurant « Alchemist » situé à Copenhague.
Il a participé à la saison 13 de Top Chef, au cours de laquelle il demande aux candidats de « réaliser un plat qui dénonce ou défend une cause ».